# Papagaios (kommun)
Papagaios är en kommun i Brasilien.   Den ligger i delstaten Minas Gerais, i den sydöstra delen av landet, 500 km sydost om huvudstaden Brasília. Antalet invånare är 14 171.
Följande samhällen finns i Papagaios:
- Papagaios

Omgivningarna runt Papagaios är huvudsakligen savann. Runt Papagaios är det ganska glesbefolkat, med 25 invånare per kvadratkilometer.